# Suppiluliuma II
Suppiluliuma II, son till Tudhaliya IV, var den sista kända kungen i Hettiterriket, han regerar cirka 1207-1178 f.Kr., han är samtida med Tukulti-Ninurta I i Assyrien.
År 1210 f.Kr. besegrade en flotta under hans befäl en flotta med  cyprioter, den är det första daterade sjöslaget i historien 